# Ramanathan V. Guha
Ramanathan V. Guha (1965) è un informatico e glottoteta indiano.
È uno dei primi programmatori del progetto Cyc.
Ha lavorato per Apple (1995-1997) dove ha sviluppato il formato MCF (Meta Content Framework). In seguito si è trasferito alla Netscape (1997-1999) dove ha creato una nuova versione del formato MCF basato sul linguaggio  XML con Tim Bray. Questo nuovo formato si chiama Resource Description Framework (RDF). Nel maggio del 1991 ha cofondato la Epinions.
Attualmente lavora nei laboratori di ricerca IBM.